# Anomis trilineata
Anomis trilineata är en fjärilsart som beskrevs av Moore 1883. Anomis trilineata ingår i släktet Anomis och familjen nattflyn. Inga underarter finns listade i Catalogue of Life.

## Bildgalleri

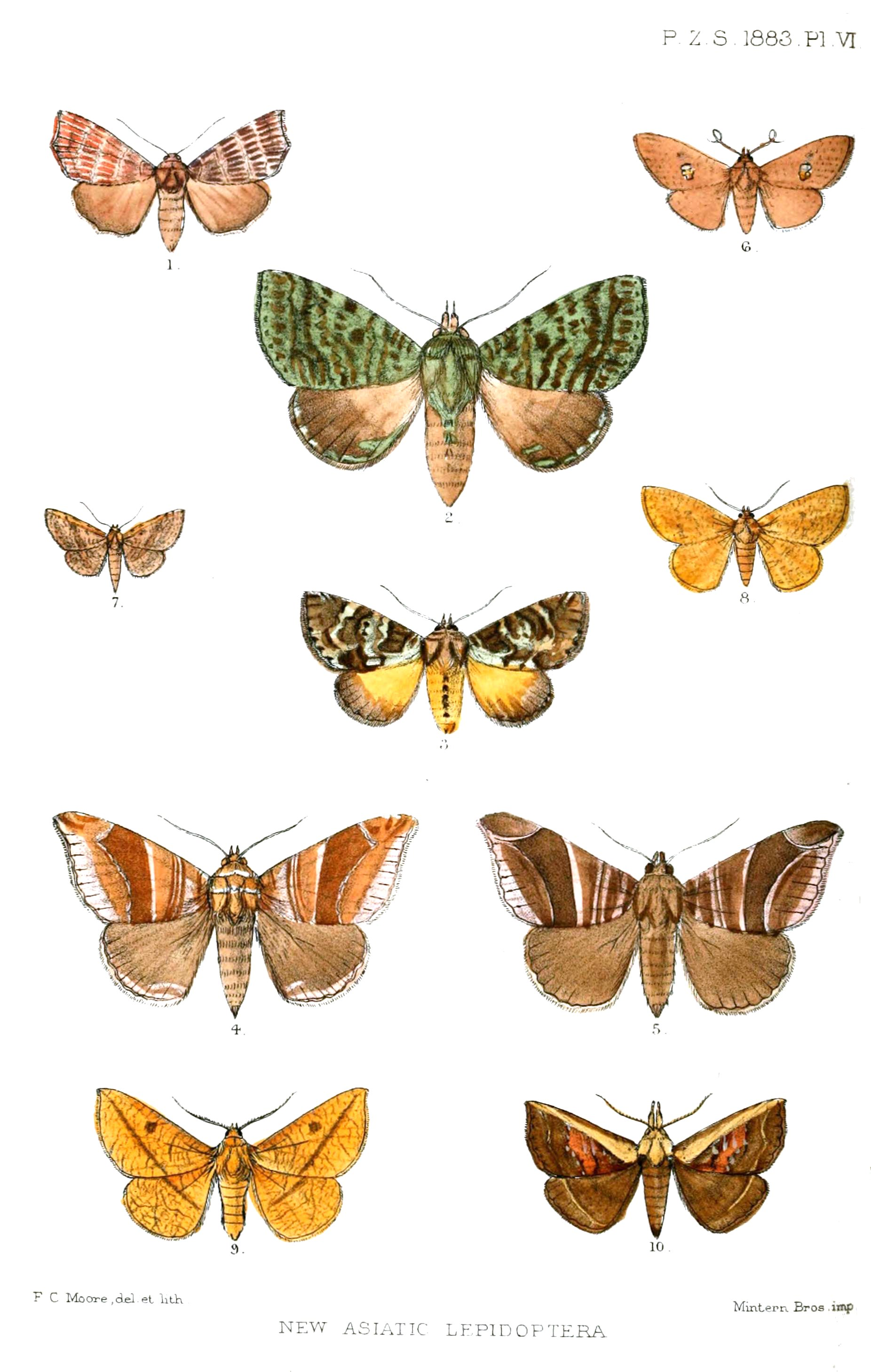